# Армия национального освобождения (Перу)
Армия национального освобождения (исп. Ejército de Liberación Nacional) — перуанская леворадикальная партизанская организация, созданная в 1962 году Эктором Бехаром и Хуаном Пабло Чангом Наварро.

К АНО присоединился молодой, но известный поэт Хавьер Эрауд, который погиб в 1963 году. Хуан Пабло Чанг Наварро отправился в Боливию, наладить связь с действующим там отрядом Че Гевары. Однако в 1965 году отряд Эктора Бехара был разбит правительственными частями и АНО фактически прекратила своё существование.